# 片嶋一貴
片嶋 一貴（かたしま いっき）は、日本の映画監督、脚本家、映画プロデューサーである。

## 経歴
栃木県宇都宮市出身。栃木県立宇都宮高等学校を経て早稲田大学政治経済学部を卒業した。
1995年、間寛平主演の『クレイジー・コップ 捜査はせん!』で映画監督デビュー。プロデューサーとしては、鈴木清順監督の『ピストルオペラ』や『オペレッタ狸御殿』などを手がけている。2003年、映像企画制作会社のドッグシュガーを設立。2011年、韓英恵を主演に迎えた監督作品『アジアの純真』がロッテルダム国際映画祭で上映された。2012年、監督作品『たとえば檸檬』が公開された。2017年、有森也実主演の『いぬむこいり』を監督した。
2024年、映画『福田村事件』の製作が評価され、エランドール賞 プロデューサー賞 奨励賞を受賞した。

## フィルモグラフィー

### 映画
- クレイジー・コップ 捜査はせん!（1995年）
- ハーケンクロイツの翼（2004年）兼 脚本
- 小森生活向上クラブ（2008年）
- アジアの純真（2011年）
- たとえば檸檬（2012年）
- TAP 完全なる飼育（2013年）
- いぬむこいり（2017年） 兼 脚本・企画プロデュース
- 天上の花（2022年）[10]

### プロデュースのみ
- ポストマン・ブルース（1997年）
- ピストルオペラ（2001年）
- オペレッタ狸御殿（2005年）
- ナイチンゲーロ（2006年）
- スピードマスター（2007年）
- 戦争と一人の女（2013年）
- 福田村事件（2023年）